# Silene tunicoides
Silene tunicoides är en nejlikväxtart som beskrevs av Pierre Edmond Boissier. Silene tunicoides ingår i släktet glimmar, och familjen nejlikväxter. Inga underarter finns listade i Catalogue of Life.